# Тарасов, Владимир Владимирович (пловец)
Владимир Владимирович Тарасов (9 августа 1958, Ленинград — 29 июля 2022, Санкт-Петербург) — советский пловец, тренер по плаванию, преподаватель физической подготовки. Чемпион СССР (1977). Чемпион Универсиады (1979). Мастер спорта СССР международного класса (1979). Заслуженный тренер России (2018). Кандидат педагогических наук. Полковник.

## Биография
Родился 9 августа 1958 года в Ленинграде. В 1975 году окончил школу-интернат спортивного профиля № 62. Учился в институте физической культуры имени П. Ф. Лесгафта, откуда перевёлся в Военный институт физической культуры, который окончил в 1982 году.
Тренировался в спортивной школе СКА под руководством Алексея Фёдоровича Красикова. Член сборной СССР в 1977—1980 годах.
На чемпионате СССР 1977 года стал победителем на дистанции 200 метров брассом с рекордом СССР — 2:20,60.
На чемпионате Европы 1977 года занял 4 место с результатом 2:21,20.
На летней Универсиаде 1979 года стал победителем с результатом 2:21,13.
С 1982 по 2002 год преподавал в Высшем военно-морском училище подводного плавания, прошёл путь от преподавателя до заместителя начальника кафедры физической подготовки и спорта.
В 2006 году начал работать тренером по плаванию в СШОР «Экран». Лучших результатов среди его воспитанников добился Даниил Пахомов, ставший чемпионом мира на короткой воде 2016 года, бронзовым призёром чемпионата мира 2017 года и четырёхкратным чемпионом Европейских игр 2015 года.
Умер 29 июля 2022 года в Санкт-Петербурге.

## Награды и звания
- Мастер спорта СССР международного класса (1979)[6]
- Премия Всероссийской федерации плавания «Тренер года» (2015)[7]
- Заслуженный тренер России (2018)[8]
- Нагрудный знак «За заслуги в развитии физической культуры и спорта Петербурга» (2021)[9]